# Binangonan
Binañgonan (Binangunan en filipino) es un municipio en la provincia filipina de Rizal. Según el censo del 2007, tiene 238 931 habitantes. Posee un área de 66,34 km². El alcalde del municipio es Cecilio Ynares, y la primera dama Elvira Ynares.
Binañgonan se sitúa en la Laguna de Baý y cuenta con un próspero puerto y una industria pesquera desarrollada.

## Barangayes
Binañgonan está administrativamente subdividida en 40 barangayes.
| - Calumpang - Bangad - Batingan - Bilibiran - Binitagan - Bombong - Buhangin - Darangan - Ginoong Sanay - Gulod - Habagatan - Ithan - Janosa - Kalawaan | - Kalinawan - Kasile - Kaytome - Kinaboogan - Kinagatan - Libis (Pob.) - Limbón-limbón - Lunsad - Mahabang Parang - Macamot - Mambog - Palangoy(picones clan) - Pantok | - Pila Pila - Pinagdilawan - Pipindan - Rayap - Altos de San Carlos - Sapang - Tabón - Tagpos - Tatala - Tayuman - Layunan (Pob.) - Libid (Pob.) - Malakaban - Pag-Asa |

## Instituciones de enseñanza
- Child Jesus Of Prague School - Enlace externo
- Doña Susana Madrigal memorial School
- Don José Ynares Memorial National Highschool
- Academia Cristiana Zion Hills

## Parrioquias católicas
The parrioquias católicas localizadas en la municipalidad de Binañgonan son:
- Parrioquia Santa Úrsula - en el distrito central. El cura parroquial es el Rev. Fr. David Onilongo
- Parroquia Sagrado Corazón - en el barangay Tayuman. El cura parroquial es el Rev. Fr. Lourdesto "Lodi" Garcia